# Ozyptila orientalis balkarica
Ozyptila orientalis là một phân loài nhện trong họ Thomisidae.
Loài này thuộc chi Ozyptila. Ozyptila orientalis balkarica được Vladimir I. Ovtsharenko miêu tả năm 1979.